# INFP

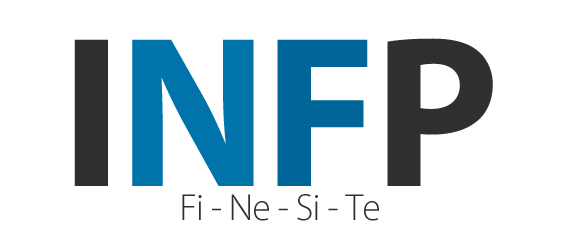
INFP.

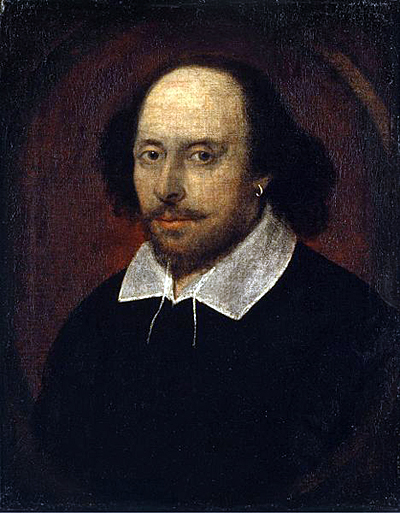
Se especula que William Shakespeare pudo haber tenido una personalidad INFP.

INFP (Introversión, iNtuición, sentimiento -Feeling-, Percepción) son unas de las siglas empleadas en el Indicador Myers-Briggs (MBTI) para describir uno de los dieciséis tipos de personalidad.
El indicador MBTI se desarrolló a partir de las investigaciones del prominente psiquiatra Carl Gustav Jung en su libro Tipos psicológicos. Jung propone los tipos psicológicos de personalidad basados en sus observaciones de las funciones cognitivas de sus pacientes a lo largo de toda su experiencia clínica.
Con la obra de Jung, los investigadores empezaron a crear sus propias teorías de tipos adaptadas e indicadores, en los que se incluye el Indicador Myers-Briggs o MBTI, desarrollado por Isabel Briggs Myers y Katharine Cook Briggs, y el Keirsey Temperament Sorter (KTS), desarrollado por David Keirsey. Keirsey se refiere a los INFP como los Sanadores, uno de los cuatro tipos que pertenece al temperamento llamado Idealista. Los INFP son uno de los tipos más raros, habiendo solamente entre un 4-5% de la población.

## Instrumento del indicador MBTI

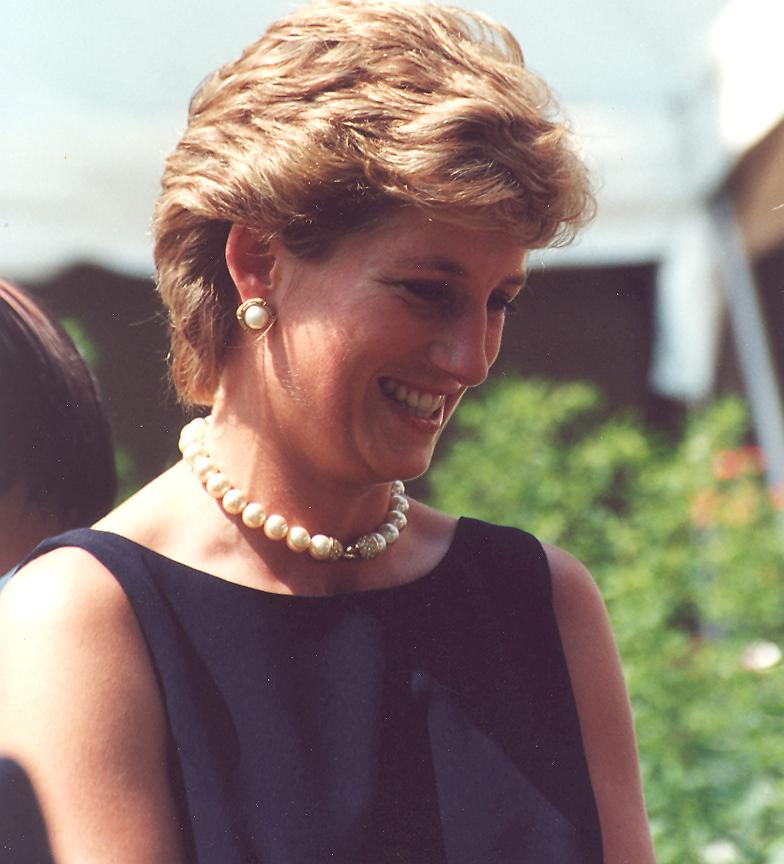
La princesa Diana de Gales, otro posible ejemplo de INFP.

Las preferencias MBTI indican las diferencias en las personas basadas en lo siguiente:
- Cómo enfocan su atención u obtienen su energía (Extraversión o Introversión)
- Cómo perciben o toman la información (Sensación o Intuición)
- Cómo prefieren tomar decisiones (Pensamiento o Sentimiento)
- Cómo se orientan hacia el mundo exterior (calificador o "Judging"  y Prospección)

Al usar sus preferencias en cada una de estas áreas, las personas pueden desarrollar lo que Jung y Myers llamaban tipos psicológicos. Este patrón de personalidad fundamental resulta de la interacción dinámica de las cuatro preferencias, en relación con sus influencias ambientales y sus tendencias individuales propias. Las personas son propensas a desarrollar conductas, habilidades y actitudes en función de su tipo particular. Cada tipo de personalidad tiene su propia fuerza potencial como también áreas que ofrecen la oportunidad de ser desarrolladas.
La herramienta del MBTI consiste en preguntas de opción múltiple que responde a las bases de las cuatro dicotomías (par de opuestos psicológicos). Dieciséis resultados son posibles, cada uno identificado por su propio código de cuatro letras y es denotado por su letra inicial. (La N es usada para Intuición, ya que la I es usada para Introversión). El MBTI tiene aproximadamente un 75% de precisión de acuerdo con su propio manual.
- I - Introversión en contraposición a la extraversión: los INFP tienden a ser callados y reservados. Generalmente prefieren interactuar con unos pocos pero cercanos amigos en lugar de un amplio círculo de amistades, y gastan su energía en las situaciones sociales (mientras que los extravertidos la ganan).
- N - Intuición en contraposición a la sensación: los INFP tienden a ser más abstractos que concretos. Se concentran en el cuadro grande en lugar de en sus detalles, y en las posibilidades futuras más que en la realidad inmediata.
- F - Feeling (sentimiento) en contraposición al pensamiento: los INFP tienden a valorar las consideraciones personales sobre los criterios objetivos. Al tomar decisiones, suelen dar más peso a las implicaciones sociales más que a la lógica.
- P - Prospección en contraposición a la calificación: los INFP tienden a aplazar los juicios y a retrasar las decisiones importantes, prefiriendo mantener sus opciones abiertas por si las circunstancias cambiasen.

## Características de los INFP
Según Myers-Briggs, los INFP concentran mucha de su energía en su mundo interior, dominado por intensos sentimientos y principios rígidos. Buscan una vida exterior que esté a la altura de esos valores. Leales a la gente y a las causas importantes para estas personas, los INFP pueden reconocer rápidamente aquellas oportunidades adecuadas para poner en práctica sus ideales. Son curiosos a la hora de entender a las personas de su alrededor, y son flexibles y tolerantes excepto cuando ven amenazados sus valores.
El exterior reservado y educado de los INFP puede hacer que se hagan difíciles de conocer en primera instancia. No obstante, disfrutan de la conversación, siendo sus preferidas las más inusuales. Cuando el INFP está en su modo más sociable, su buen humor y su encanto brillan por encima del resto. Dispuestos a caerle bien a la gente y a evitar el conflicto, los INFP pueden hacer una agradable compañía.
Devotos a las personas de su círculo interno, los INFP cuidan del bien emocional de los demás, consolando a los más afligidos. Guiados por su deseo de armonía, prefieren ser flexibles a no ser que sus valores se vean traicionados. En ese caso, se convierten en apasionados abogados de sus creencias. Son capaces de tomar en cuenta las opiniones de los demás con tacto, diplomacia, y con la habilidad de ver los diferentes lados de un problema.
Los INFP desarrollan estas capacidades a través de la reflexión, y necesitan una considerable cantidad de tiempo a solas para ponderar y procesar nueva información. Mientras que pueden ser muy pacientes con casos complejos, les aburre la rutina. Aunque no siempre sean ordenados, son meticulosos con las cosas que realmente valoran. Son también muy perfeccionistas, siendo a veces incapaces de finalizar una tarea cuando no van a completarla según sus altos criterios. Pueden llegar a volver sobre un proyecto una vez finalizado el periodo de entrega para seguir mejorándolo.
Los INFP son personas creativas que suelen tener un don para las palabras. Como introvertidos, prefieren expresarse mediante la escritura. Su sentimiento dominante conlleva la necesidad de comunicarse, a la vez que la intuición auxiliar proporciona información a la imaginación. Tienen un gran talento para el simbolismo, creando hábiles metáforas y símiles. Buscan continuamente nuevas ideas y se adaptan bien a los cambios. Prefieren trabajar en un ambiente que valore estos dones y les permita hacer cosas importantes, según sus propias creencias.
Debido a que suelen ser personas amorosas y cariñosas, la mayoría de las veces los INFP tienden a valorar a primera vista a las personas que van conociendo en el transcurso de su vida, y generalmente dan una buena impresión de la misma. Sin embargo, muchas veces tienen el don para intuir que personas son buenas y cuáles no lo son. Para un INFP, ser amable y gentil con una persona que tan solo se caracteriza por ser buena y de trato agradable para ellos y para las demás personas, es suficiente para crear una gran amistad larga y duradera.
Los INFP, como mediadores que son, detestan los maltratos injustificados y a las personas que no son socialmente íntegras y honestas consigo mismo, tampoco toleran a las personas que quieren aparentar comportamientos de buena conducta, cuando en realidad no sea así. Sin embargo, debido a que la mayoría de la veces los INFP suelen crear inmediatamente lazos emocionales con las personas que conocen, les cuesta mucho romperlos en el momento en dónde la relación emocional se vuelva desagradable y perjudicial para ellos, si este fuese el caso.

## Funciones cognitivas

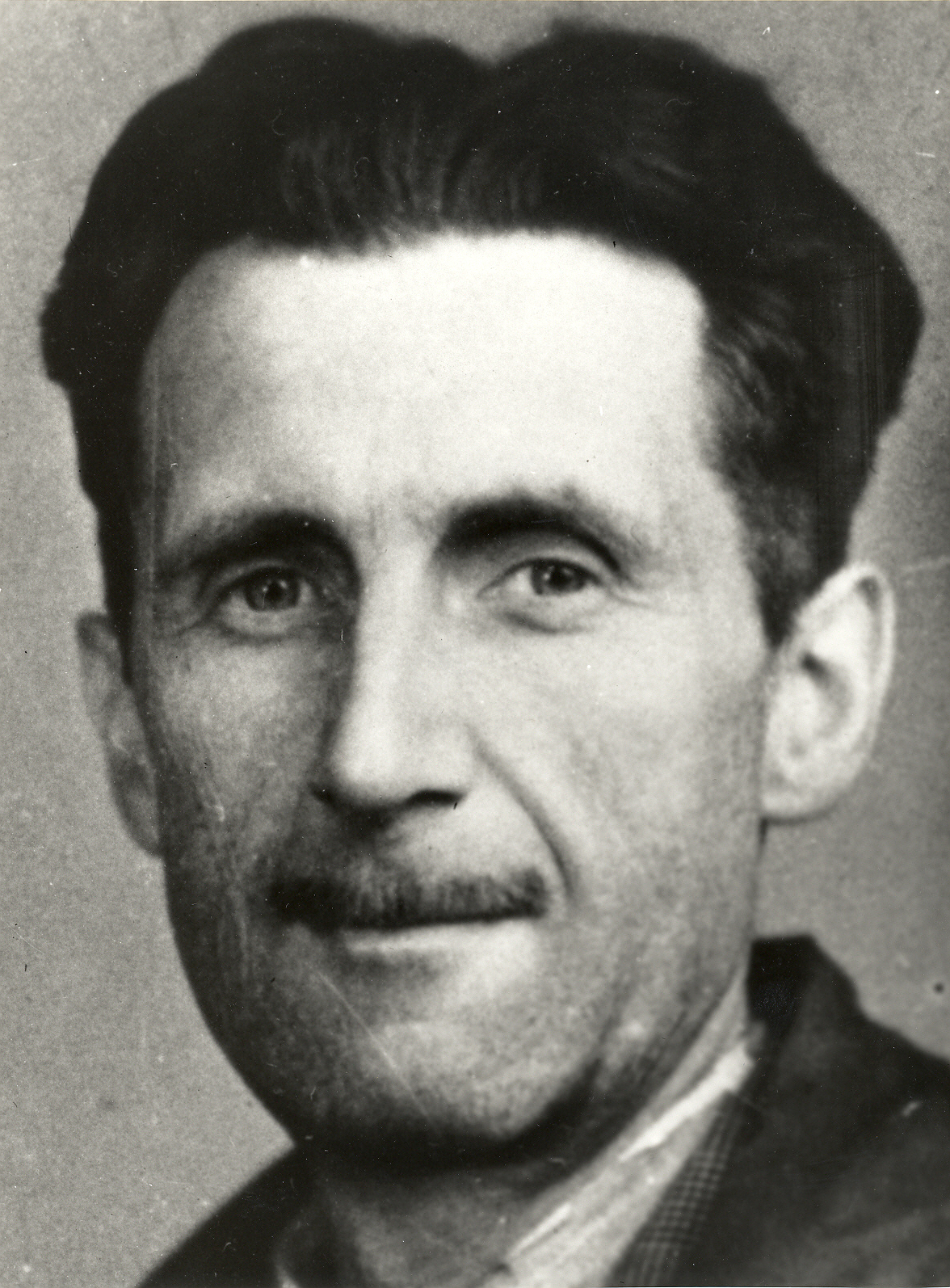
Se cree que George Orwell pudo haber sido INFP.

Partiendo de la teoría de Jung, Isabel Myers propuso que para cada personalidad las funciones cognitivas (sensación, intuición, pensamiento y sentimiento) forman una jerarquía. Esta jerarquía representa el patrón de comportamiento por defecto del individuo.
La función Dominante es el papel preferido por el tipo de personalidad, aquel con el que se sienten más cómodos. La función Auxiliar secundaria sirve como apoyo y amplía la función Dominante. Si la Dominante es una función de recopilación de información (sensación o intuición), la Auxiliar es una función de toma de decisiones (sentimiento o pensamiento), y viceversa. La función Terciaria está menos desarrollada que la Dominante y la Auxiliar, pero madura con el tiempo, completando las habilidades de la persona. La función Inferior es el talón de Aquiles del individuo, aquella con la que la persona se siente más incómodo. Al igual que la Terciaria, la función Inferior mejora con la madurez.
Jung y Myers consideraron que la actitud de las funciones Auxiliar, Terciaria e Inferior es contraria a la Dominante. Según esta interpretación, si la función Dominante es extravertida, entonces las otras tres son introvertidas, y viceversa. No obstante, muchos practicantes modernos sostienen que la Terciaria es igual que la Dominante. Usando las más modernas interpretaciones, las funciones cognitivas del INFP son las siguientes:

### Dominante: sentimiento introvertido (Fi)
La función Fi filtra información basada en interpretaciones de valor, formando juicios según unos criterios que a menudo son intangibles. El Fi mantiene constantemente en equilibrio un grupo interno de valores como la armonía y la autenticidad. En consonancia con distinciones sutiles, el Fi siente de manera innata lo verdadero y lo falso en una situación. Con esta función como dominante, el INFP vive primordialmente en su rico mundo interior lleno de emociones.

### Auxiliar: intuición extravertida (Ne)
El Ne busca e interpreta significados ocultos, usando preguntas hipotéticas para explorar alternativas, permitiendo coexistir a multitud de posibilidades. Este proceso imaginativo une deducciones y experiencias de varias fuentes para formar un todo que puede convertirse en un catalizador de la acción. Los INFP se dirigen al mundo principalmente a través de su intuición. Prefieren ver el cuadro grande, identificando patrones y el flujo de la existencia desde el pasado hacia el futuro.

### Terciaria: sensación introvertida (Si)
La función Si recolecta datos del presente y los compara con experiencias pasadas, un proceso que a veces evoca los sentimientos asociados con la memoria, como si el individuo lo estuviera volviendo a vivir. Buscando proteger lo familiar, el Si hace uso de la historia para formar objetivos y expectativas sobre lo que sucederá en el futuro. Esta función le da al INFP la tendencia al ensoñamiento y hace que se distraigan más a menudo.

### Inferior: pensamiento extravertido (Te)
El Te organiza y programa las ideas y el ambiente para asegurar la eficiencia y la persecución productiva de los objetivos. Busca explicaciones lógicas para acciones, eventos y conclusiones, buscando razonamientos defectuosos y errores en la secuencia. Esta función permite al INFP concentrarse en los detalles externos, pero al ser la función inferior, requiere de gasto de mucha energía y no es tan confiable.

### Funciones sombra
Los más recientes investigadores de la personalidad (especialmente Linda V. Berens) añadieron cuatro funciones a la jerarquía descendente, las llamadas "funciones sombra" hacia las que el individuo no está naturalmente inclinado pero que pueden revelarse cuando la persona está bajo estrés. Para los INFP, las funciones sombra son:
- Sentimiento extravertido (Fe): la función Fe busca conexiones sociales y crea armoniosas interacciones a través de un comportamiento educado, apropiado y considerado. El Fe responde a los deseos explícitos (e implícitos) de los demás, y pueden llegar a crear un conflicto interno entre las propias necesidades del sujeto y el deseo de cumplir con las necesidades de los demás.
- Intuición introvertida (Ni): atraídos a las acciones u objetos simbólicos, la función Ni sintetiza aparentes paradojas para crear lo inimaginable anteriormente. Estas deducciones vienen con una certeza que pide acción para satisfacer una nueva visión del futuro, soluciones que pueden incluir complejos sistemas o verdades universales.
- Sensación extravertida (Se): el Se se concentra en las experiencias y sensaciones del mundo físico. Con una aguda conciencia de lo que le rodea, lleva los hechos y detalles relevantes al frente, lo que puede llevar a la acción espontánea.
- Pensamiento introvertido (Ti): el Ti busca precisión, como la palabra exacta para expresar una determinada idea. Se da cuenta de las ligeras diferencias que definen la esencia de las cosas, y luego las analiza y clasifica. El Ti examina todos los lados de un problema, buscando resolverlo con el mínimo esfuerzo y riesgo. Usa modelos que erradiquen la inconsistencia lógica.

### INFP famosos
A título ilustrativo, Keirsey y su hijo David M. Keirsey, entre otros autores, han identificado a personas famosas cuyo comportamiento pertenece a la tipología INFP, o bien porque lo declararon en algún momento o bien como consecuencia del estudio de estos expertos basado en el análisis de la personalidad de estos hombres y mujeres.
- Ludwig van Beethoven
- Kurt Cobain
- Princess Diana
- San Agustín
- Hans Christian Andersen
- William Blake
- Robert Bresson
- Bill Bryson
- Tim Burton
- Albert Camus[8]
- Homero
- Jim Morrison
- Johnny Depp
- Chaeyoung
- John F. Kennedy
- Søren Kierkegaard
- David Bowie
- Aldous Huxley
- Audrey Hepburn
- James Joyce
- John Lennon
- C.S. Lewis
- David Lynch
- J.R.R. Tolkien
- Terrence Malick
- Margaret Mead
- A.A. Milne
- John Milton
- Jeff Mangum
- Vladimir Nabokov
- Juan Carlos Onetti
- George Orwell
- Oh Sehun
- Heath Ledger
- Sylvia Plath
- Brian May
- Edgar Allan Poe
- Jean-Jacques Rousseau
- J.K. Rowling
- Antoine de Saint Exupery
- J.D. Salinger
- William Shakespeare
- Vincent Van Gogh
- Andy Warhol
- Bill Watterson
- Virginia Woolf
- Frank Lloyd Wright
- Julia Roberts
- Alicia Keys
- Tom Hiddleston
- Timothée Chalamet
- Melanie Martinez
- Jude Law
- Marlon Brando
- Hongjoong
- Ann Walker
- Björk

### Otros INFP famosos[9]
- H. P. Lovecraft
- IU
- Neil Gaiman
- Anais Nin
- Serj Tankian
- Stevie Nicks
- Julio Cortázar
- Taemin
- Manolensen
- Luis Alberto Spinetta
- Hyunjin
- Momo
- Kim Taehyung (V de BTS)